# ظلمة (فلم 2002)
ظلمة (بالإنجليزية: Darkness) هو فيلم رعب تم إنتاجه في إسبانيا والولايات المتحدة وصدر سنة 2002 بطولة آنا باكوين ولينا أولين.

## القصة
تنتقل فتاة مراهقة إلى منزل ريفي بعيد مع عائلتها ، لتكتشف أن منزلهم الجديد الكئيب له ماض مروع يهدد بتدمير الأسرة.

## الميزانية والإيرادات
كلف الفيلم 10.6 مليون دولار وحقق أرباح تقدر بـ 34.4 مليون دولار.

## وصلات خارجية
ظلمة على موقع IMDb (الإنجليزية)
- ظلمة على موقع ميتاكريتيك (الإنجليزية)
- ظلمة على موقع روتن توميتوز (الإنجليزية)
- ظلمة على موقع نتفليكس (الإنجليزية)
- ظلمة على موقع قاعدة بيانات الأفلام العربية
- ظلمة على موقع ألو سيني (الفرنسية)
- ظلمة على موقع Turner Classic Movies (الإنجليزية)
- ظلمة على موقع أول موفي (الإنجليزية)
- ظلمة على موقع بوكس أوفيس موجو (الإنجليزية)
- ظلمة على موقع فيلمافينيتي (الإسبانية)